# Sokoke-Zwergohreule
Die Sokoke-Zwergohreule (Otus ireneae), auch Sokokeeule, ist eine Eulenart aus der Gattung der Zwergohreulen. Ihr Vorkommen ist auf ein kleines Gebiet in Ostafrika beschränkt.

## Beschreibung
Die Länge beträgt 16 bis 18 Zentimeter bei einem Gewicht von 45 bis 55 Gramm. Es gibt eine graue, eine dunkelbraune und eine rötliche Morphe, zusätzlich auch Übergangsformen. Während die rötliche Morphe abgesehen von weißen Schulterflecken weitgehend einfarbig ist, haben die grauen und braunen Formen außerdem auf der graubraunen Unterseite weiße Punkte mit schwarzer Spitze und dunkle Kritzel. Die unauffälligen Federohren sind gefleckt, die Augen blassgelb, der Schnabel hell grünlich gelb.

## Lebensweise
Die Sokoke-Zwergohreule bewohnt vorwiegend Cynometra-Wälder, selten Brachystegia-Wälder. Sie ist ein reiner Insektenfresser, der vor allem Käfer fängt. Der Ruf besteht aus im Abstand von mehreren Sekunden wiederholten Serien aus fünf bis neun hohen Pfeiftönen guuhk-guuhk bei einer Rate von drei Tönen in zwei Sekunden.

## Verbreitung
Die monotypische Art lebt endemisch in Kenia im Arabuko-Sokoke-Wald sowie im Nordosten Tansanias im Usambara-Bergwald bis in 400 Meter Höhe. Der Bestand in Kenia beträgt etwa 800 Paare. Aufgrund ihres eng begrenzten Verbreitungsgebietes gilt die Sokoke-Zwergohreule als stark gefährdet.

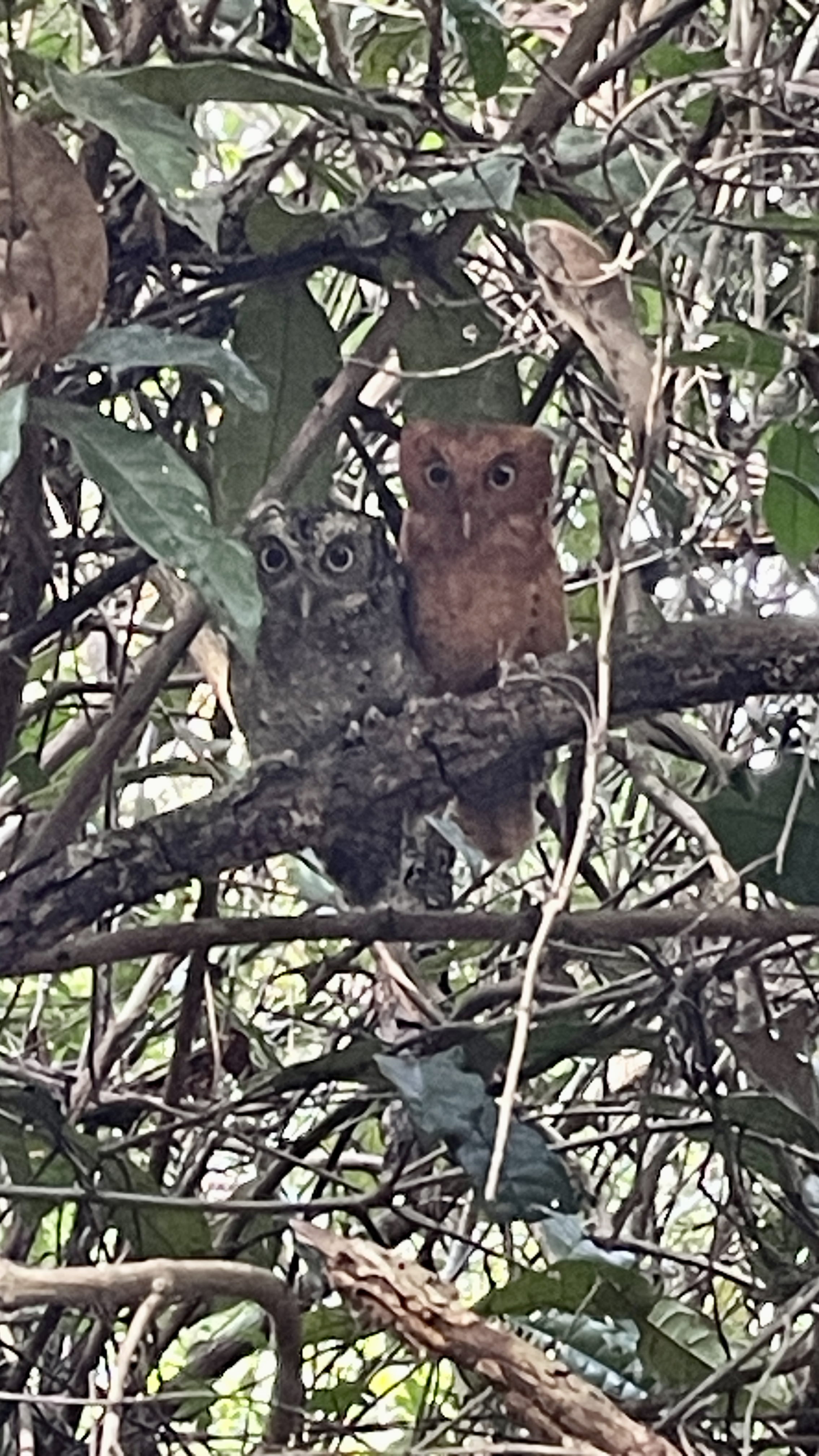
Sokoke-Zwergohreulen-Pärchen im Nationalpark Arabuko Sokoke